# Рошбах
Рошбах (нім. Roschbach) — громада в Німеччині, розташована в землі Рейнланд-Пфальц. Входить до складу району Південний Вайнштрассе. Складова частина об'єднання громад Еденкобен.
Площа — 3,44 км2. Населення становить 856 ос. (станом на 31 грудня 2020).

## Галерея

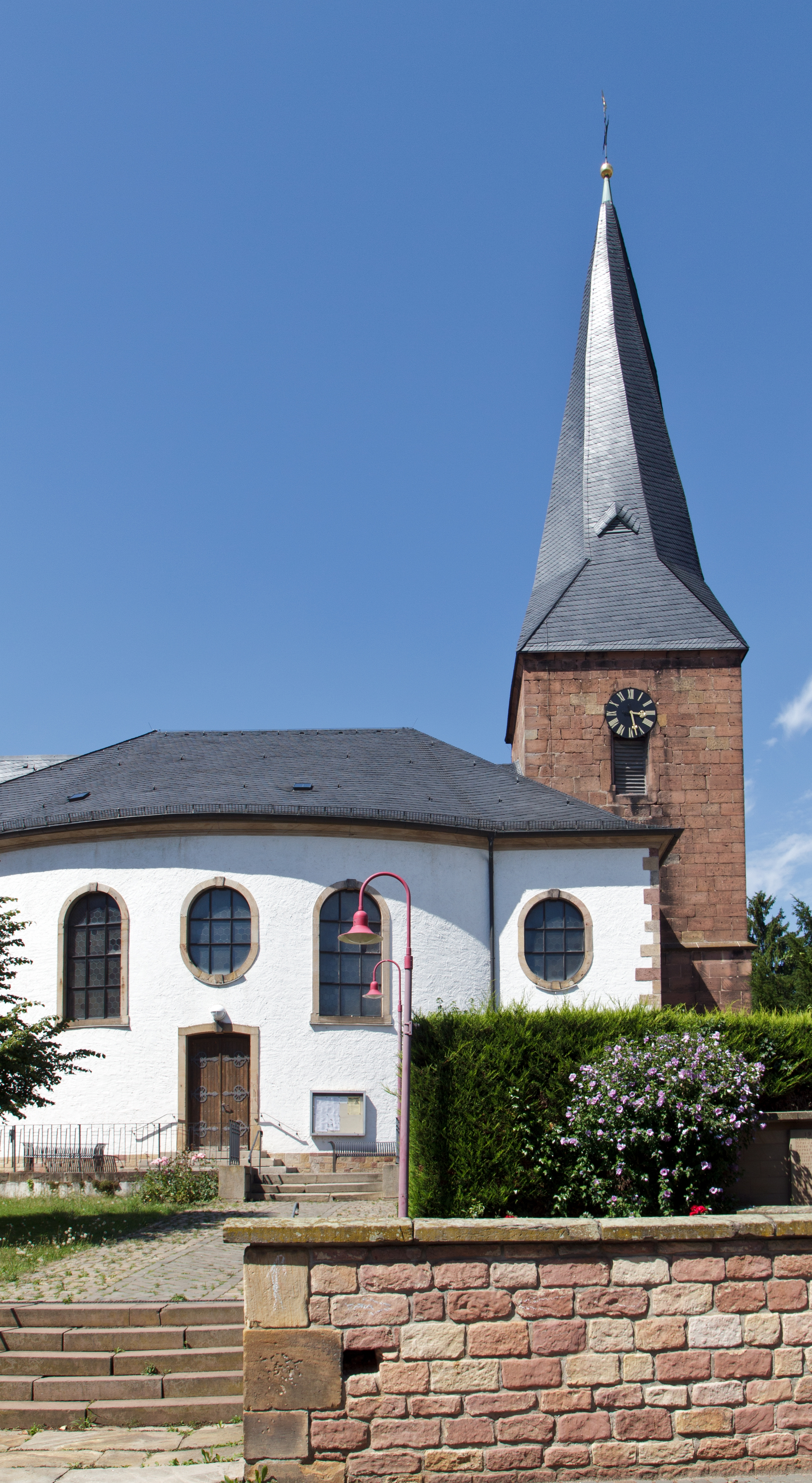